# Alor
|  | Per a altres significats, vegeu «Arur». |

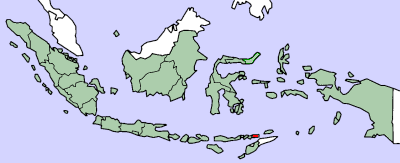
Localització de l'arxipèlag d'Alor

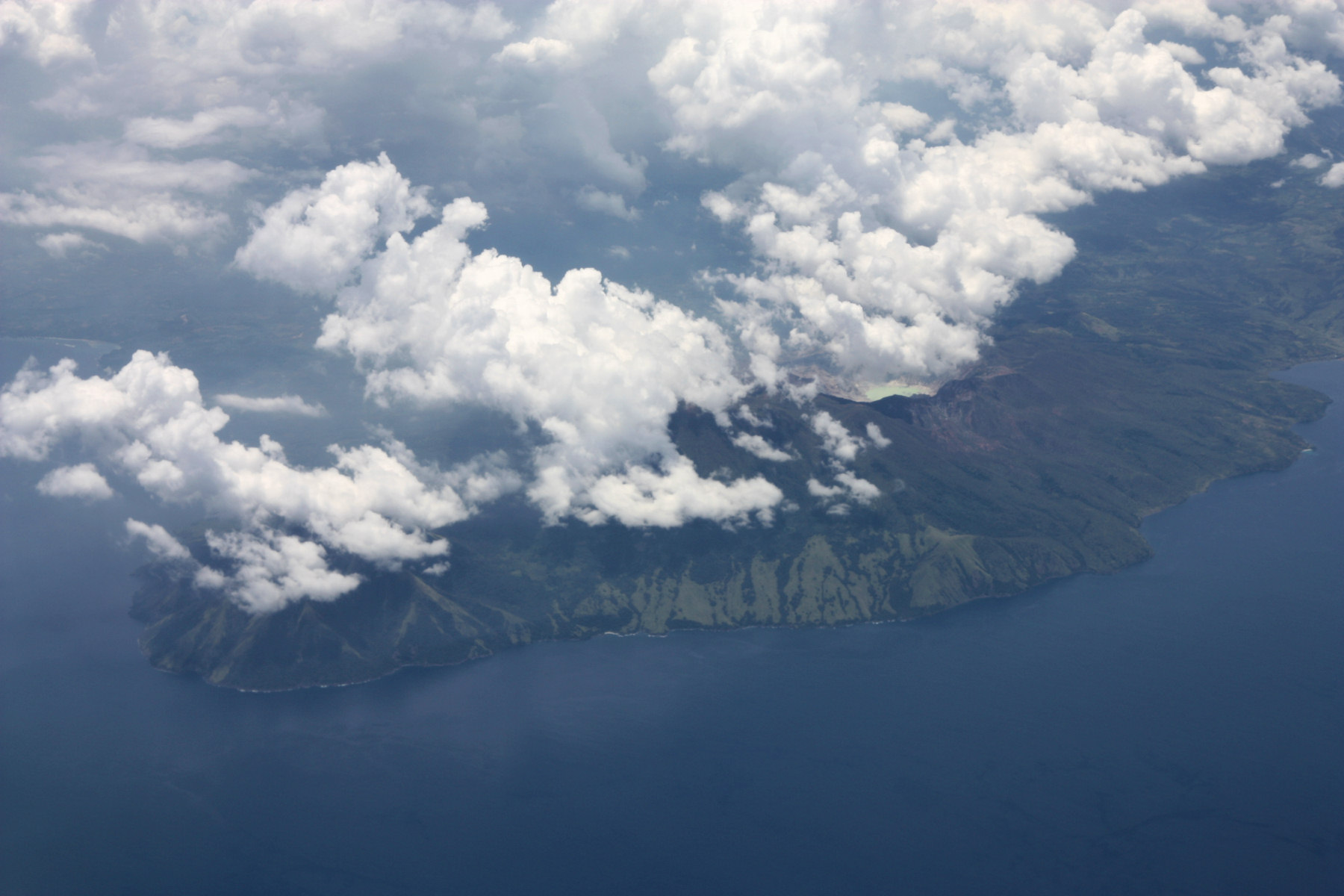
Pantar, una de les illes que el conformen

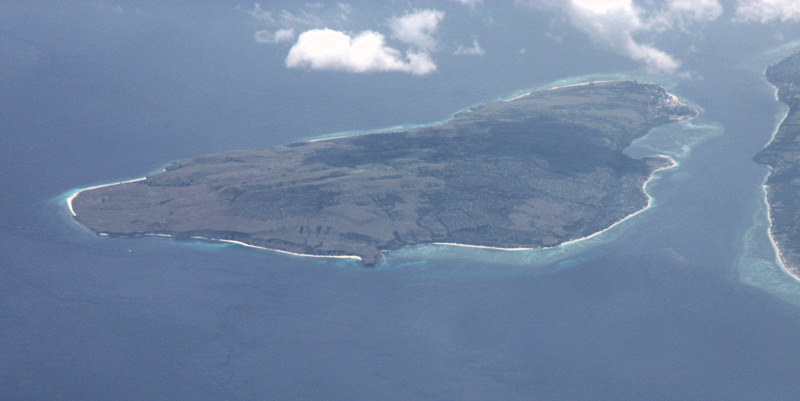
Kangge, una de les illes més menudes de l'arxipèlag

Alor és un arxipèlag a l'est de les Illes Petites de la Sonda. L'illa d'Alor és l'illa més gran de l'arxipèlag al seu extrem oriental. Altres illes de l'arxipèlag inclouen Pantar, Kepa, Buaya, Ternate (no confondre amb Ternate, al nord de les Moluques), Pura i Tereweng. Administrativament, l'arxipèlag d'Alor forma la seva pròpia regència (kabupaten en indonesi) dins de la província de les illes Petites de la Sonda Orientals. La regència està dividit en disset subdistrictes i 158 llogarets, i tenia una població estimada en 2008 a 180.487. A l'est de l'arxipèlag hi ha l'estret Ombai, que el separa de les illes de Wetar i Atauro, aquest últim pertanyent a Timor Oriental. Cap al sud, a través de l'estret d'Alor, hi ha la part occidental de Timor. Al nord hi ha el mar de Banda. A l'oest hi ha la resta de les Illes de la Sonda.